# DFAレコーズ
DFAレコーズ（DFA Records） は、アメリカ・ニューヨークのレコードレーベル、プロデューサーチーム。2001年に設立されたインディーレーベルで、2000年代前半にダンス・パンクを広めたレーベルとして知られている。扱っているジャンルはポストパンク系のバンドからダンス・ミュージックやエクスペリメンタル系まで多岐にわたる。レーベル名のDFAはDeath From Aboveの頭文字からとられている。

## 来歴
1990年代後半、プロデュース業や自分のパンクバンドで活動していたジェームス・マーフィーと、イギリスの音楽プロジェクト「アンクル」に参加していたティム・ゴールズワージーがデヴィッド・ホルムスのアルバム製作中に出会う。意気投合した2人は共通の目標となったロックとダンスミュージックのクロスオーバーを目指し、マンハッタンのローワー・イースト・サイドのクラブでパーティーを始めるようになる。
1999年、2人はプロデューサーチームThe DFAを結成しプロデュース業を始めた。2001年春、後にレーベルのマネージャーとなるジョナサン・ガルキンとバーで出会ったジェームスは、彼を自分のDJプレイに招待しザ・ラプチャーの「ハウス・オブ・ジェラス・ラヴァーズ」やザ・フアン・マクリーンの「By the Time I Get to Venus」を聴かせた。心を奪われたジョナサンはジェームスたちのシーンにのめりこむようになり、勤めていたイベントプロデュース会社を辞めることにする。
2001年9月1日、3人はニューヨークでDFAレコーズを立ち上げた。また、2001年6月にプロデューサーチームThe DFAとしてレディオ4のシングル「ダンス・トゥ・ジ・アンダーグラウンド」と翌年のアルバム『ゴッサム!』をプロデュースし話題となる。
2002年、DFAはザ・ラプチャーの「ハウス・オブ・ジェラス・ラヴァーズ」をリリースする。この曲はNMEやSPIN誌がこの年のベストソングの一つに選ぶなどヒットする。後に音楽メディアが発表した2000年代の名曲リストではNMEで6位、ピッチフォークで16位、Resident Advisorで34位、ローリング・ストーン誌で53位に選ばれた。7月、ジェームスのプロジェクトであるLCDサウンドシステムの「ルージング・マイ・エッジ」をリリースする。この曲もNMEやSPIN誌がこの年のベストソングの一つに選ぶなどヒットする。
2000年代の名曲リストではResident Advisorで7位、ピッチフォークで13位、NMEで29位、ローリング・ストーン誌で37位に選ばれた。一連のリリースでDFAが提示したのはパンクやポストパンクのサウンドとダンスミュージックを合わせたダンス・パンクと呼ばれるもので、当時話題になっていたエレクトロクラッシュや、ザ・ストロークスを発端にするポストパンク・リバイバルの流れと相まって世界に広まっていった。
2003年9月、ザ・ラプチャーのデビューアルバム『エコーズ』をリリース、全英アルバムチャートで32位を記録する。アルバムの発売に合わせて再発売された「ハウス・オブ・ジェラス・ラヴァーズ」は全英シングルチャートで27位を記録する。この年のベストアルバムにピッチフォークが1位に選んだ他、NME、SPIN、Q誌などのランキングにも名を列ねた。
2005年1月、LCDサウンドシステムのデビューアルバム『LCDサウンドシステム』をリリース、全英20位を記録する。収録曲「ダフト・パンク・イズ・プレイング・アット・マイ・ハウス」は全英29位を記録する。アルバムは音楽メディアが発表した2000年代の名盤リストにてResident Advisorで5位、ピッチフォークで113位に選ばれている。また「ダフト・パンク・イズ・プレイング・アット・マイ・ハウス」はローリング・ストーンが発表した2000年代のベストソングのリストで78位に選ばれた。アルバム『LCDサウンドシステム』と収録曲「ダフト・パンク・イズ・プレイング・アット・マイ・ハウス」は第48回グラミー賞の最優秀エレクトリック/ダンス・アルバム賞と最優秀ダンス・レコーディング賞にノミネートされた。
2007年3月、LCDサウンドシステムの2ndアルバム『サウンド・オブ・シルバー』をリリース。全英アルバムチャートで28位を記録する。音楽メディアが発表したこの年のベストアルバムのリストではUncut、Drowned In Sound、ガーディアンで1位、ピッチフォークで2位、A.V. Clubで4位、Resident Advisorで5位、ローリング・ストーンで7位、NMEで11位に選ばれた。またこの年のベストソングのリストでは収録曲「オール・マイ・フレンズ」がピッチフォーク、ガーディアンで1位、タイムで4位、ローリング・ストーンで20位に選ばれた。さらに後年、音楽メディアが発表した2000年代のベストアルバムのリストではNMEで11位、ローリング・ストーンで12位、ピッチフォークで17位、Resident Advisorで23位に選ばれている。
また2000年代のベストソングのリストでは「オール・マイ・フレンズ」がピッチフォークで2位、ローリング・ストーンで41位に選ばれている。またこのアルバムから同じく「サムワン・グレート」がピッチフォークで22位、Resident Advisorで41位に選ばれている。アルバム『サウンド・オブ・シルバー』は第50回グラミー賞の最優秀エレクトリック/ダンス・アルバム賞にノミネートされた。同年、アメリカ以外の地域の作品をリリースする姉妹レーベルDeath From Abroadを創設する。
2008年3月、ヘラクレス・アンド・ラヴ・アフェアのデビューアルバム『Hercules and Love Affair』をリリース、全英31位を記録する。このアルバムと収録曲「Blind」は多くの音楽メディアに年間ベストの1つに選ばれた。後年発表された2000年代の名盤リストではResident Advisorが14位に選んだ。また「Blind」は2000年代の名曲リストでピッチフォークとResident Advisorに18位に選ばれている。
2009年11月、Death From Abroadからゆらゆら帝国の11thアルバム『空洞です』がアメリカでリリースされる。収録曲「おはようまだやろう」がFACT誌の年間ベストトラックの1つに選ばれる。
2010年5月、LCDサウンドシステムの3rdアルバム『ディス・イズ・ハプニング』をリリースする。アルバムは全米アルバムチャートで10位、全英アルバムチャートで7位を記録する。この年のベストアルバムのリストではPaste、No Ripcordで1位、ピッチフォークで2位、タイムで3位、SPIN、NME、A.V. Clubで4位、musicOMH、PopMattersで6位、Uncut、Drowned in Soundで9位、ローリング・ストーンで10位に選ばれた。またベストソングのリストでは収録曲「アイ・キャン・チェンジ」がピッチフォークで3位、ローリング・ストーンで17位、NMEで23位に選ばれた。この年、創設者であるティムがレーベルを離れている。
2011年4月、LCDサウンドシステムはラストライブを行ない活動を終了した。9月、一時DFAレコーズを離れていたザ・ラプチャーが復帰し3rdアルバム『イン・ザ・グレース・オブ・ユア・ラブ』をリリース。

## 名称について
元々は「Death From Above Records」という名称であったが、2001年9月11日に発生したアメリカ同時多発テロ事件を受けて、ニューヨークのレーベルとしては不適切な名称と判断し、頭文字を短縮し「DFA Records」と改名した。
2004年、カナダのロックユニット、Death From Aboveに対し名称の変更を要求し、バンドはDeath From Above 1979へと改名したとされるが、これについてマーフィーはDeath From Above 1979がメジャーレーベルであるアトランティック・レコード傘下のVice Recordsと契約後、アトランティック側が同名の企業が存在する事を問題として、名称の使用について著作権上の提起をDFAレコーズに持ちかけ、DFAレコーズ側は著作権法についての知識がなかったため弁護士を雇う等して多額の金額を支出する事となったとピッチフォーク・メディアのインタビューでコメントしている。

## 主なアーティスト

### DFA Records
かつて契約していたアーティストを含む
- Arcade Fire - アーケイド・ファイア
- Altair Nouveau
- Benoit & Sergio
- Black Dice
- Black Leotard Front
- Black Meteoric Star
- Black Van
- Booji Boy High
- Canyons
- Capracara
- The Crystal Ark
- Dan Bodan
- Delia Gonzalez & Gavin Russom
- Discodeine
- DJ Kaos
- Eric Copeland
- Factory Floor
- Fall On Your Sword
- Free Energy
- Gavin Russom
- Gunnar Bjerk
- Hercules and Love Affair - ヘラクレス・アンド・ラヴ・アフェア
- Holy Ghost! - ホーリー・ゴースト
- Hot Chip - ホット・チップ
- Invisible Conga People
- James Curd
- Jee Day
- Joe Goddard
- J.O.Y.
- The Juan Maclean - ザ・フアン・マクリーン
- Larry Gus
- LCD Soundsystem - LCDサウンドシステム
- Liquid Liquid - リキッド・リキッド
- Michoacan
- Museum Of Love
- NDF
- Panthers
- Peter Gordon and the Love of Life Orchestra
- Pixeltan
- Planningtorock
- Prinzhorn Dance School
- Pylon
- Q&A
- The Rapture - ザ・ラプチャー
- Ray Mang
- Rewards
- Runaway
- Shit Robot
- Shocking Pinks
- Sinkane
- Still Going
- Surahn
- Syclops
- Tiago
- TBD
- The 2 Bears
- Walter Jones
- We Acediasts
- Woolfy
- YACHT - ヨット

### Death From Abroad
- altz
- bot’ox
- cage & aviary
- gucci soundsystem
- mock & toof
- plastique de rêve
- supersoul recordings
- ゆらゆら帝国

## 主なディスコグラフィー
2000年代
- The Rapture - "House of Jealous Lovers" (2002年) ; 全英27位、NMEが00年代ベストソングの4位、ピッチフォークが16位に選ぶなど多くの音楽メディアから評価された[4][5]
- LCD Soundsystem - "Losing My Edge" (2002年) ; RAが00年代ベストソングの7位、ピッチフォークが13位に選ぶなど多くのメディアから評価された[6][5]
- Black Dice - Beaches & Canyons (2002年) ; Tiny Mix Tapesが00年代ベストアルバムの9位に選んだ[34]
- The Rapture - Echoes (2003年) ; 全英32位を記録、ピッチフォークが年間ベストアルバムの1位に選出し、NME、SPIN誌、Q誌などのメディアから評価された[10]
- LCD Soundsystem - LCD Soundsystem (2005年) ; 全英20位を記録、グラミー最優秀エレクトリック/ダンス・アルバムにノミネートされた[11]
  - "Daft Punk Is Playing at My House" ; 全英29位を記録、グラミー最優秀ダンス・レコーディングにノミネートされた[11]
- Delia Gonzalez & Gavin Russom - "Relevee (Carl Craig Remix)" (2006年) ; Resident Advisorが年間ベストトラック5位に選出した[35]
- LCD Soundsystem - Sound of Silver (2007年) ; 全英28位を記録、グラミー最優秀エレクトリック/ダンス・アルバムにノミネートされた[11]
  - "North American Scum" ; 全英40位を記録した[36]
  - "Someone Great" ; ピッチフォークが00年代ベストソングの22位、Resident Advisorが41位に選出した[37][38]
  - "All My Friends" ; ピッチフォークが00年代ベストソングの2位に選ぶなど多くのメディアから評価された[20]
- The Juan Maclean - "Happy House" (2008年) ; ピッチフォークが年間ベストトラックの20位に、RAが15位に選ぶなど多くのメディアから評価された[6]
- Hercules and Love Affair - Hercules and Love Affair (2008年) ; 全英31位を記録、RAが00年代ベストアルバムの14位に選出した[1]
  - "Blind" ; ピッチフォークが年間ベストトラックの1位に選ぶなど多くのメディアから評価された[6]
- Syclops - "Where's Jason's K" (2008年) ; Resident Advisorが年間ベストトラック23位に選出した[39]
- LCD Soundsystem - "Big Ideas" (2008年) ; ローリング・ストーンが年間ベストトラック63位に選出した[40]
- Walter Jones - "I'll Keep On Loving You" (2009年) ; Resident Advisorが年間ベストトラック24位に選出した[41]
- Walter Jones - "Living Without Your Love" (2009年) ; FACT誌が年間ベストトラック47位に選出した
- Dj Kaos - "Love the Night Away (Tiedye Remix)" (2009年) ; Resident Advisorとピッチフォークが年間ベストトラックの一つに選んだ[41]
- Black Meteoric Star - Black Meteoric Star (2009年) ; FACT誌とResident Advisorが年間ベストアルバムの一つに選出した
- Yacht - "Psychic City (Voodoo City)" (2009年) ; ピッチフォークが年間ベストトラック80位に選んだ
- Still Going - "Spaghetti Circus" (2009年) ; Resident Advisorが年間ベストトラックの34位に選出した
- LCD Soundsystem - "45:33 Part 4 (Theo Parrish's Space Cadet Remix)" (2009年) ; Resident Advisorが年間ベストトラックの31位に選んだ[41]

2010年代
- NDF - "Since We Last Met" (2010年) ; ピッチフォークが年間ベストトラック70位に選んだ[42]
- LCD Soundsystem - This Is Happening (2010年) ; 全米10位、全英7位、多くの音楽メディアが年間ベストアルバムの上位に選出した[11]
  - "Drunk Girls" ; NMEが年間ベストトラック13位に選んだ[43]
  - "All I Want" ; ピッチフォークが年間ベストトラック17位に選んだ[44]
  - "I Can Change" ; ピッチフォークが年間ベストトラックの3位、ローリング・ストーンが17位、NMEが23位に選んだ[44]
- Holy Ghost! - "Jam for Jerry" (2011年) ; ピッチフォークが年間ベストトラックの70位に選出した
- Benoit & Sergio - "Principles" (2011年) ; Resident Advisorが年間ベストトラックの18位に選出した[45]
- The Rapture - In the Grace of Your Love (2011年) ; SPIN誌が年間ベストアルバムの7位に選んだ[46]
  - "How Deep Is Your Love?" ; ピッチフォークが年間ベストトラックの27位に選んだ
- Factory Floor - "Two Different Ways" (2012年) ; Resident Advisorが年間ベストトラックの13位に選んだ[47]
- Factory Floor - Factory Floor (2013年) ; 多くの音楽メディアが年間ベストアルバムの一つに選んだ[48]

## レーベル・コンピレーション

### DFA Records
- DFA Compilation, Vol. 1 (2003年)
- DFA Compilation, Vol. 2 (2004年)
- DFA Holiday Mix 2005 (2005年)
- The DFA Remixes – Chapter One (2006年)
- The DFA Remixes – Chapter Two (2006年)
- DFA Records - 2010 Compilation (2010年)

### Death From Abroad
- Nobody Knows Anything (2008年)

## The DFAのプロダクション作品

### プロダクション
- 2000年: Zero Zero - AM Gold
- 2000年: Turing Machine - Turing MachineA New Machine for Living
- 2001年: The Rapture - Out of the Races and Onto the Tracks
- 2001年: Radio 4 - "Dance to the Underground" (single)
- 2001年: Zero Zero - AM Gold
- 2002年: Radio 4 - Gotham
- 2002年: LCD Soundsystem - "Losing My Edge" (single)
- 2002年: The Rapture - "House of Jealous Lovers" (single)
- 2002年: Automato - Automato
- 2003年: The Rapture - Echoes
- 2004年: We Acediasts - Pre Acediasts
- 2005年: The Juan MacLean - Less Than Human
- 2005年: LCD Soundsystem - LCD Soundsystem
- 2005年: Delia Gonzalez & Gavin Russom - The Days Of Mars
- 2007年: Holy Ghost! - Holy Ghost!
- 2007年: Prinzhorn Dance School - Prinzhorn Dance School
- 2007年: LCD Soundsystem - Sound of Silver
- 2008年: The Juan MacLean - "Happy House" (single)
- 2009年: The Juan MacLean - The Future Will Come

### リミックス
- 2001年: Le Tigre - "Deceptacon (DFA Rmx)"
- 2002年: Radio 4 - "Dance To The Underground (The DFA Version)"
- 2002年: Metro Area - "Orange Alert (DFA Remix)"
- 2003年: Delia Gonzalez & Gavin Russom - "Rise (DFA Remix)"
- 2003年: Floetry - "Getting Late (DFA 12" Mix)"
- 2003年: UNKLE - "In A State (DFA Remix)"
- 2003年: Chromeo - "Destination: Overdrive (DFA Remix)"
- 2003年: Junior Senior - "Shake Your Coconuts (DFA Mix)"
- 2003年: Fischerspooner - "Emerge (DFA Version)"
- 2004年: J.O.Y. - "Sunplus (DFA Remix)"
- 2004年: The Rapture - "Sister Saviour (DFA Vocal Remix),(DFA Dub)"
- 2004年: Soulwax - "Another Excuse (DFA Remix)"
- 2004年: Pixeltan - "Get Up / Say What (DFA Remix)"
- 2004年: N*E*R*D - "She Wants To Move (DFA Remix)"
- 2004年: Tamia - "Still (The D.F.A. Club Mix)"
- 2005年: Black Dice - "Smiling Off (DFA Mix/Luomo Mix)"
- 2005年: Gorillaz - "Dare (DFA Remix)"
- 2005年: Hot Chip - "Just Like We (Breakdown) (DFA Remix)"
- 2005年: Jon Spencer Blues Explosion - "Mars, Arizona (DFA remix)"
- 2005年: Nine Inch Nails - "The Hand That Feeds (DFA Remixes),(DFA Version 1)"
- 2005年: The Chemical Brothers - "The Boxer (DFA Version)"
- 2005年: Goldfrapp - "Slide In (DFA Remix)"
- 2005年: Jill Scott - "Whatever (DFA Remix)"
- 2006年: Tiga - "(Far From) Home (DFA Remix) (Joakim Edit)"
- 2006年: Captain - "Frontline (DFA Remix)"
- 2006年: Delia Gonzalez & Gavin Russom - "Relevee (DFA Remix)"
- 2006年: Hot Chip - "Colours (DFA Remix)"
- 2006年: Arthur Russell - "Springfield (DFA Remix)"
- 2006年: Justin Timberlake - "My Love (The DFA Mix)"
- 2008年: M.I.A. - "Paper Planes (DFA Remix)"
- 2008年: Clinic - "Tomorrow (DFA Remix)"